# Pachysomoides cubensis
Pachysomoides cubensis är en stekelart som beskrevs av Alayo och Vassil Tzankov 1974. Pachysomoides cubensis ingår i släktet Pachysomoides och familjen brokparasitsteklar. Inga underarter finns listade i Catalogue of Life.